# ...To Be Loved
«...To be loved» es una canción interpretada por la banda estadounidense Papa Roach. Fue lanzada como el primer sencillo de su álbum The Paramour Sessions. Desde el 9 de octubre de 2006 hasta el 9 de noviembre de 2009 fue la canción oficial del show WWE Raw. La canción alcanzó la posición 8 en la lista Mainstream Rock Tracks y el puesto 14 en la lista Hot Modern Rock Tracks. La canción también fue usada en uno de los tráileres de la película de 2008 Never Back Down.

## Listado de canciones
| N.º | Título                                                      | Duración |  |
| 1.  | «...To be loved»                                            | 3:01     |  |
| 2.  | «Getting Away With Murder» (de Live & Murderous In Chicago) | 4:20     |  |

## Video musical
El video musical, dirigido por Kevin Kerslake, fue filmado en el Park Plaza en California. Empieza con dos mujeres subiéndose al carro del vocalista de la banda. Ellos llegan a un edificio en el cual la banda está tocando. Mientras tanto, se pueden observar estríperes y artistas de circo en el fondo, además de una multitud de fanáticos.